# Місцевість (ландшафт)
Місце́вість (у фізичній географії) — найбільша морфологічна частина ландшафту, яка відповідає сукупності мезоформ одного генетичного типу рельєфу і вирізняється характерним сполученням урочищ.
Причини виокремлення цих природно-територіальних комплексів різноманітні, але найвиразніші місцевості формуються внаслідок контрастності мезоформ земної поверхні, які становлять певний генетичний тип рельєфу. Каленик Геренчук, який у 1954 році і ввів поняття місцевості як морфологічної частини ландшафту, наводить приклад ландшафту Пасмового Побужжя. Його рельєф складається із двох великих мезоформ — пасом та улоговин між ними. Хоча вони близького генезису та віку, однак їх різна морфологія зумовлює істотні відмінності між пасмами й улоговинами за гідрогеологічним режимом, четвертинними відкладами, ґрунтами та рослинністю. Таким чином, цей ландшафт складається з двох місцевостей, одна з яких відповідає пасмам, а друга — улоговинам між ними. Аналогічну ландшафтну територіальну структуру мають і багато інших височин, наприклад Тарханкутська в західній частині рівнинного Криму, де вапнякові пасма чергуються з улоговинами, у яких вапняки перекриті шаром глин і делювіальних суглинків. Хоча за генетичними показниками пасма й улоговини являють собою один тип рельєфу (структурно-денудаційний), за ландшафтознавчими ж показниками вони різні за складом урочищ і виділяються як окремі місцевості.
У межах височин, де пасом і улоговин немає, але добре розвинена мережа річкових долин, як окремі місцевості розглядають межиріччя, надзаплавні тераси, широкі заплави. Низовинним ландшафтам також властивий поділ на місцевості. У більшості випадків він зумовлений відмінностями у літогенній основі ландшафту (як на Поліссі), або істотними відмінностями в режимі ґрунтових вод і ступеня їх мінералізації (як у Причорноморській низовині). У горах місцевості виділяють як висотно-поясні утворення, через що й називають їх висотними місцевостями.
Як місцевість у ландшафтознавстві розглядаються також складні системи однотипних урочищ, що злилися в процесі свого розвитку (наприклад, системи верхівкових болотних масивів у ландшафтах тайги), і частини ландшафту, що відрізняються одне від одного кількісним співвідношенням площ, зайнятих різнотипним урочищами (наприклад, боровими, болотними в тайзі тощо) при однорідному якісному складі останніх.

## Застосування терміна
У географічній літературі термін уживається також у загальному значенні як ландшафт, територія зі своєрідним сполученням природних умов.